# Mednarodno letališče Liepāja
Mednarodno letališče Liepāja (IATA: LPX, ICAO: EVLA) je regionalno letališče v zahodni Latviji, ki je certificirano za mednarodni zračni promet. Skupaj z mednarodnim letališčem Riga in letališčem Ventspils je eno od treh glavnih letališč v Latviji.

## Pregled
Mednarodno letališče Liepāja leži v občini Grobiņa, 50 km vzhodno od Liepāje, 210 km od glavnega mesta Latvije, Rige, in 60 km od litovske meje. Ozemlje letališča obsega 22 km² in je vključeno v posebno gospodarsko cono Liepāja.
20. septembra 2016 je bilo letališče po osmih letih razpisano za upravljanje komercialnih letov. 5. decembra 2016 je airBaltic s svojim letalom Bombardier CS300 opravil poskusni polet iz Rige v Liepājo. 6. decembra 2016 je bilo objavljeno, da bodo izvedli nadaljnjo serijo testnih letov spomladi 2017. Od leta 2019 airBaltic leti med Rigo in Liepājo trikrat tedensko pozimi in petkrat tedensko poleti z Bombardier Dash 8 Q400 .

## Zgodovina
Na začetku hladne vojne je bilo letališče sovjetska baza protiletalske obrambe. Njeno letalo je 8. aprila 1950 sestrelilo ameriško letalo PB4Y-2 Privateer BuNo 59645. Letališče je bilo od 20. septembra 2014 zaprto zaradi obnovitve infrastrukture; ponovna otvoritev 25. maja 2016; polno operativno stanje je od septembra 2016.

### Letno število potnikov na letališču Liepaja
|  |
|  |

|      | Št. letov | Tovor (v tonah) |
| ---- | --------- | --------------- |
| 2004 | 298       | 25              |
| 2005 | 338       |                 |
| 2006 | 310       |                 |
| 2007 | 1.692     |                 |
| 2008 | 2.695     |                 |
| 2009 | 190       |                 |

1. ↑  number of movements represents total aircraft takeoffs and landings during that year

## Letalske družbe in destinacije
| Letalske družbe | Destinacije |
| --------------- | ----------- |
| airBaltic       | Riga        |

## Kopenski prevoz
Avtobusna pot številka 2 poteka med mednarodnim letališčem Liepaja in središčem mesta.